# لوکولی
لوکولی (به ایتالیایی: Lucoli) یک کومونه در ایتالیا است که در استان لاکویلا واقع شده‌است.

## خصوصیات
لوکولی ۱۰۹٫۷۷ کیلومترمربع مساحت و ۱٬۰۲۹ نفر جمعیت دارد و ۹۵۶ متر بالاتر از سطح دریا واقع شده‌است.